# Cedric Abossolo
Cedric Abossolo (20 gennaio 2000) è un lottatore camerunese specializzato nella lotta libera.

## Biografia
Ai Giochi panafricani di Rabat 2019 ha vinto la medaglia di bronzo nella lotta libera categoria fino a 86 chilogrammi.

## Palmarès
- Giochi panafricani

Rabat 2019: bronzo negli 86 kg.